# The Animatrix: The Album
The Animatrix: The Album es la banda sonora de The Animatrix, los cortos animados sobre el mundo que aparecía en la película Matrix, compuesta por Don Davis.

## Lista de pistas
1. "Who Am I? [Animatrix Edit]" de Peace Orchestra
2. "Big Wednesday" de Freeland
3. "Blind Tiger" de Layo & Bushwacka!
4. "Under the Gun" de Supreme Beings of Leisure
5. "Martenot Waves" de Meat Beat Manifesto
6. "Ren 2" de Photek
7. "Hands Around My Throat" de Death in Vegas
8. "Beauty Never Fades [Animatrix Edit]" de Junkie XL featuring Saffron
9. "Supermoves [Animatrix Remix]" de Overseer
10. "Conga Fury [Animatrix Edit]" de Juno Reactor
11. "Red Pill, Blue Pill" de Junkie XL
12. "The Real" de Tech Itch & Don Davis